# Demonax okunii
Demonax okunii är en skalbaggsart som beskrevs av Mitono 1942. Demonax okunii ingår i släktet Demonax och familjen långhorningar.
Artens utbredningsområde är Taiwan. Inga underarter finns listade i Catalogue of Life.